# ヨアン・キャバイェ
ヨアン・キャバイェ（Yohan Cabaye, 1986年1月14日 - ）は、フランス・ノール県・トゥールコワン出身の元サッカー選手。元フランス代表現役時代のポジションはミッドフィールダー。父方の祖母はベトナム人である。

## 経歴

### クラブ

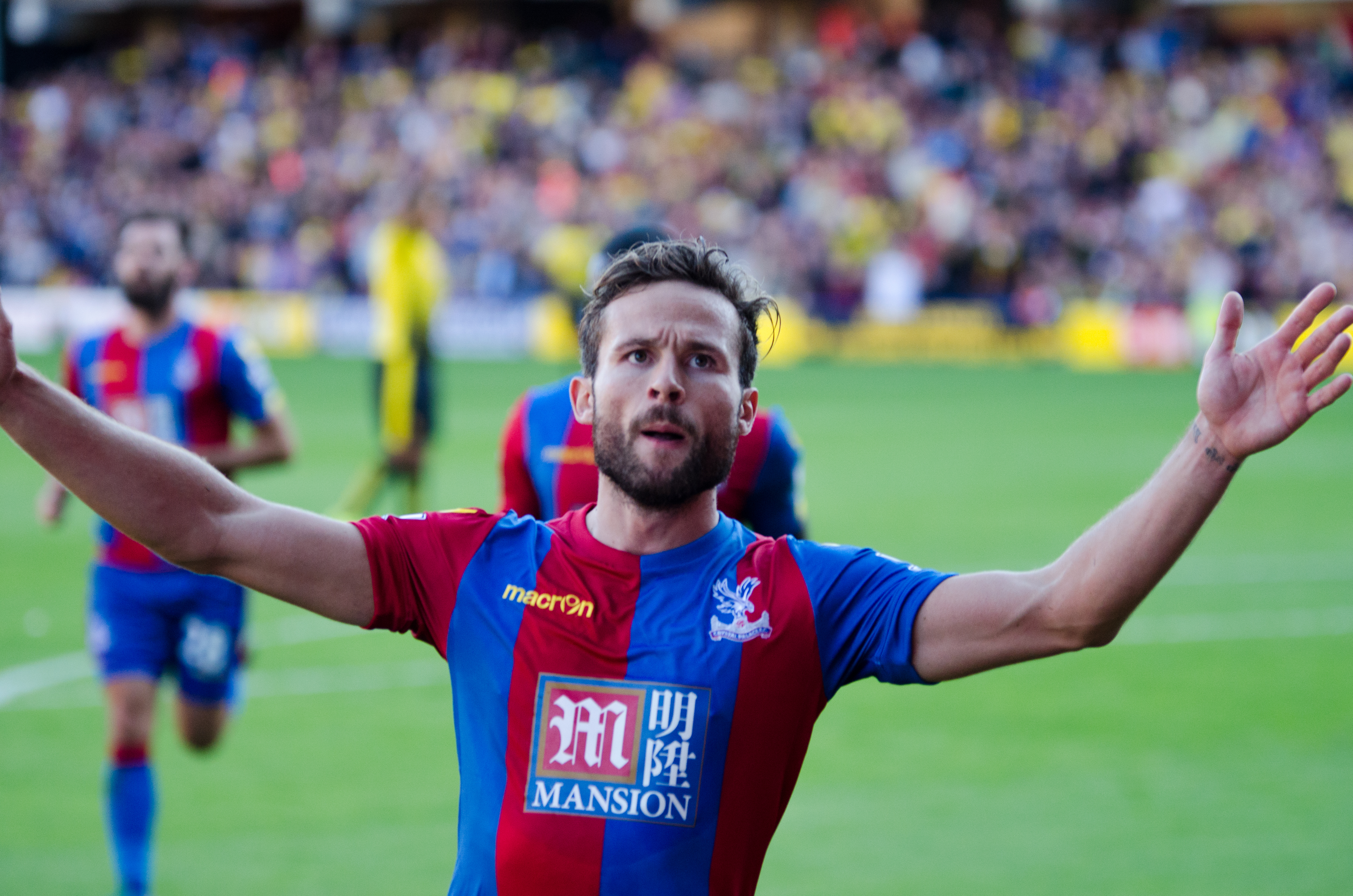
クリスタル・パレスのデビュー戦でゴールを決めたキャバイェ（2015年）

LOSCリールの下部組織で育つ。一時期フランク・リベリーも在籍していたが、その当時在籍していた若手ではキャバイェしかプロ契約を結べた者はいなかった。2003-04シーズン、18歳で迎えたFCイストル戦でリーグ・アンデビュー。以降チームの司令塔として君臨し、2010-11シーズンは57年ぶりのリーグ優勝を果たす。2011年8月6日にイングランドのニューカッスル・ユナイテッドFCへと移籍した。
2014年1月29日、パリ・サンジェルマンFCに完全移籍。契約期間は3年半。移籍金は2300万ユーロ（約39億円）前後と見られている。
2015年7月10日、クリスタル・パレスFCと3年契約で移籍したことをクラブ公式サイトで発表した。移籍金は公開されていないが、イギリスメディア『BBC』は、クラブ記録となる1000万ポンド（約19億円）で、最大1300万ポンド（約25億円）まで上がる可能性もあると報じた。8月8日のノリッジ・シティFC戦でクリスタル・パレスの選手としてデビューしゴールも決めた。2016/17シーズンはレスター・シティFC戦でシーズン初ゴールを決めた。
2018年7月3日、アル・ナスルSCにフリーで加入した。
2019年8月27日、ASサンテティエンヌへ1年契約で移籍した。
2021年2月19日、自身のTwitterアカウントで現役引退を発表した。

### 代表
ヨアン・グルキュフ等と共に2005年のUEFA U-19欧州選手権で優勝。U-21フランス代表としてプレーした後、2010年8月11日のノルウェー代表戦でA代表デビューを果たした。UEFA EURO 2012に臨むフランス代表にも選出され、グループリーグ第2戦のウクライナ戦では代表初得点を挙げた。
UEFA EURO 2012のフランス代表に選ばれ、スイス戦、ドイツ戦の2試合でプレーした。
FIFAワールドカップ・ブラジル大会のメンバーに選ばれ、4試合でプレー、UEFA EURO 2016でも2試合でプレーした。

## 代表歴

### 出場大会
- フランス代表
  - 2014 FIFAワールドカップ

### 試合数
- 国際Aマッチ 48試合 4得点（2010年-2016年）[15]

| フランス代表 | 国際Aマッチ | 国際Aマッチ |
| 年           | 出場        | 得点        |
| ------------ | ----------- | ----------- |
| 2010         | 1           | 0           |
| 2011         | 8           | 0           |
| 2012         | 10          | 1           |
| 2013         | 7           | 1           |
| 2014         | 12          | 1           |
| 2015         | 6           | 1           |
| 2016         | 4           | 0           |
| 通算         | 48          | 4           |

## タイトル

### クラブ
リール
- リーグ・アン 2010-11
- クープ・ドゥ・フランス 2011

パリサンジェルマンFC
- リーグ・アン 2013-14, 2014-15
- クープ・ドゥ・ラ・リーグ 2013-14, 2014-15
- クープ・ドゥ・フランス 2014-15
- トロフェ・デ・シャンピオン 2014

### 代表
U-19フランス代表
- UEFA U-19欧州選手権 2005